# Gaertnera raphaelii
Gaertnera raphaelii är en måreväxtart som beskrevs av Simon T. Malcomber. Gaertnera raphaelii ingår i släktet Gaertnera och familjen måreväxter. Inga underarter finns listade i Catalogue of Life.